# Ičica Barišić
Ičica Barišić (djevojački Radonić) (Pitve, 7. rujna 1939.) je hrvatska pjesnikinja s otoka Hvara. Piše pjesme na čakavskom narječju sela Pitava.

## Životopis
Rodila se je 7. rujna 1939. u mjestu Pitvama, kojima se nakon godina izbivanja vratila fizički, ali i literarno. Čitav svoj svijet i smisao pronašla je u tom malom tipičnom mediteranskom, dalmatinskom, otočkom mjestu i svojim pjesmama pokušala sačuvati stare riječi, originalnost i izvornost govora, ali i zaintrigirati čitatelja da za trenutak osjeti dah prošlog vremena i u njemu potraži poruku za današnji naraštaj.
Pjesme je počela pisati, nakon svog radnog vijeka provedenog u školi kao nastavnik biologije i kemije. S literaturom i književnošću u kontaktu je od najranijeg djetinjstva preko rano preminulog oca za kojim je ostala obiteljska biblioteka i majke učiteljice koja je za svog školovanja i radnog vijeka prijateljevala s hrvatskim književnim veličinama kao što su Vjekoslav Kaleb i Tin Ujević.
Pisati je počela da sačuva stari hvarski, pitovski vokabular, ali je iz toga izašla pitka poezija s univerzalnom porukom, bliskom svima onima koji sebe pronalaze u bijegu od zadanog, zacrtanog urbanog ritma života. Svoje radove objavljivala je na 3. programu Hrvatskog radija i Radio Splitu u tematskim emisijama te na Večerima Antuna Dobronića u Jelsi i tradicionalnim pjesničkim susretima u Gdinju i Tvrdalju Petra Hektorovića u Starom Gradu.
.
Sudionicom je pjesničkih manifestacija Susret čakavskih pjesnikinja otoka Hvara i Ča pod Perunom.

## Djela
- Libar kako timbar, zbirka pjesama, 2006.